# Неодијумски магнети
Неодијумски магнет (такође познат као NdFeB, NIB или као Нео магнет, највише коришћен за ретке врсте магнета) је стални магнет направљен од легуре неодијумa, гвожђа и бора који у скупу формирају Nd2Fe14B тетрагоналну кристалну структуру. Пронађен 1982. године од стране Џенерал Моторса и Сумитомо племенитих метала, неодијумски магнети су најјачи тип сталног магнета који су комерцијално доступни. Они су заменили друге врсте магнета у многим апликацијама у модерним производима који захтевају јаке, сталне магнете, као што су мотори у акумулаторским алаткама, хард дискови и магнетни спојеви. 

## Објашњење
Тетрагонална кристална структура Nd2Fe14B има изузетно високу једноаксијалну магнетнокристалну анизотропију (HA ~ 7 тесла - магнетно поље снаге H у A/m односу магнетног момента у A.m2). [4] Ово даје једињење које има потенцијал за високу коерцивицију (тј. отпор према демагнетизацији). Једињење такође има високу магнетизацију засићења (Js ~ 1.6 T или 16 kG) и типично 1.3 Тесла. Стога, као што је максимална густина енергије пропорционална са Јs2, ова магнетна фаза има потенцијал за складиштење велике количине магнетне енергије (BHmax ~ 512 kJ/m3 или 64 MG•Oe). Ова некретнина је знатно већа у NdFeB легури него у самаријум-кобалт (SmCo) магнетима, који су важили за прву врсту ретких магнета који су комерцијализовани. У пракси, магнетне особине неодијумских магнета зависе од састава легуре, микроструктуре и техника израде запослених. 

## Историја
1982. године, Џенерал Моторс (GM) и Сумитомо Специјални Метали открили су Nd2Fe14B једињење. Истраживање је првобитно вођено високо свежим сировинама и трошковима за SmCo сталне магнете, који су раније откривени. GM се фокусирао на развој растопа нанокристалних магнета Nd2Fe14B, док је Сумитомо развио пуне густине синтерованих магнета Nd2Fe14B. 
GM је комерцијализовао своје изуме изотропног Нео праха, везаних Нео магнета и односе производних процеса основане од стране Магнекуенча 1986. (Магнекуенч је од тада постао део технологије Нео материјала, која је касније припојена Моликорп-у). Компанија је правила топљени прах Nd2Fe14B за везане магнете произвођача. 
Сумитомо објекат је постао део Хитачи корпорације и тренутно се бави производњом и лиценцирањем других компанија за производњу синтерованих магнета Nd2Fe14B. Хитачи држи више од 600 патената који покривају неодијумске магнете.  
Кинески произвођачи су постали доминантна сила у производњи неодијумских магнета због контроле над већином светских ресурса ретких земљиних руда. 
Министарство за енергију САД је идентификовало потребу да се пронађе замена за ретке земљине метале у перманентној магнетној технологији и започело је финансирање таквих истраживања. The Advanced Research Projects Agency-Energy (ARPA-E) је спонзорисао Rare Earth Alternatives in Critical Technologies (REACT) програм да би развили алтернативне материјале. У 2011. години, ARPA-E додељује 31,6 милиона долара за проналажење ретке замене. 

## Продукција
Постоје две основне методе за прављење неодијумских магнета:
- Класична металургија праха или синтерован процес магнета
- Брза солидификација или везан процес магнета

Синтеровани Nd-магнети се праве тако што се живи материјали топе у пећници, затим се сипају у калуп и хладе правећи полуге. Полуге се дробе и мељу; прах се затим синтерује у густе блокове. Блокови се термички обрађују, секу у облике и површине им се намагнетишу. 
У 2015. Nitto Denko корпорација Јапана најавила је свој развој нове методе синтеровања материјала неодијумског магнета. Метод искоришћава "органске/неорганске хибридне технологије" за образовање глинасте смеше која може бити обликована у различите облике за синтеровање. Речено је да је могуће контролисати неуниформираност оријентације магнетног поља у синтерованом материјалу да би локално концентрисали поље да, нпр, побољша перформансе електромотора. Масовна производња планирана је за 2017. годину.
Од 2012. године, 50.000 тона неодијумских магнета је званично произведено сваке године у Кини, и 80.000 тона у, "компанија за компанију", нагомилавању направљеном у 2013. години. Кина производи више од 95% ретких земљиних елемената, и производи око 76% укупних ретких земљиних магнета. 
Везани Nd-магнети су направљени топљењем танке траке која се врти направљене од NdFeB легуре. Трака садржи насумично оријентисана Nd2Fe14B нано зрна. Ова трака се затим дроби у честице, помешана са полимером па се затим компресује или убризгава у калупе везаних магнета. Везани магнети нуде мање флексибилан интензитет од синтерованих магнета, али могу бити нето-обликовани и формирани у замршеном облику, као што је типично за Халбеч низове и лукове, трапезоиде и друге облике (нпр. Пот магнети, сепараторске решетке, итд.). Постоји око 5.500 тона Нео везаних магнета произведених сваке године. Поред тога, могуће је топити нанокристалне честице у потпуно густе изотропне магнете, а затим их загрејати и истиснути у високо-енергетске анизотропне магнете. 

## Величине

### Оцене
Неодијумски магнети су оцењени према максималном енергетском производу, који се односи на излазни магнетни флукс и снагу по јединици запремине. Више вредности указују на јаче магнете и крећу се од N35 до N52. Слова која следе оцене указују на максималну радну температуру (често је то температура Кјури), која се креће од М (до 100 °C) до EH (200 °C).
 Оцене неодијумских магнета: 
- N35-N52
- 33M-48M
- 30H-45H
- 30SH-42SH
- 30UH-35UH
- 28EH-35EH

### Магнетна својства
Неке важне особине коришћене за поређење сталних магнета су: 
remanence (Br)
који мери јачину магнетног поља
coercivity (Hci)
отпорност материјала да постане демагнетизован
energy product (BHmax)
густина магнетне енергије
Curie temperature (TC)
температура при којој материјал губи магнетизам
Неодијумски магнети имају већу реманенсу, много већу коерцивацију и енергију производа, али често нижу температуру Кјури него друге врсте. Неодијум је легурисана са тербијумом и диспрозијумом у циљу очувања својих магнетних својстава на високим температурама. У табели испод направљено је поређење магнетне перформансе неодијумских магнета и других врста сталних магнета. 
| Магнет                           | Br (T)   | Hci (kA/m) | BHmax (kJ/m3) | TC (°C) | TC (°F)   |
| -------------------------------- | -------- | ---------- | ------------- | ------- | --------- |
| Nd2Fe14B (синтерован)            | 1.0–1.4  | 750–2000   | 200–440       | 310–400 | 590–752   |
| Nd2Fe14B (везани)                | 0.6–0.7  | 600–1200   | 60–100        | 310–400 | 590–752   |
| SmCo5 (синтерован)               | 0.8–1.1  | 600–2000   | 120–200       | 720     | 1328      |
| Sm(Co, Fe, Cu, Zr)7 (синтерован) | 0.9–1.15 | 450–1300   | 150–240       | 800     | 1472      |
| Alnico (синтерован)              | 0.6–1.4  | 275        | 10–88         | 700–860 | 1292–1580 |
| Sr-ferrite (синтерован)          | 0.2–0.78 | 100–300    | 10–40         | 450     | 842       |

### Физичка и механичка својства
| Особина                                     | Неодијум       | Sm-Co        |
| ------------------------------------------- | -------------- | ------------ |
| Ремененса (T)                               | 1–1.3          | 0.82–1.16    |
| Коерцивација (MA/m)                         | 0.875–1.99     | 0.493–1.59   |
| Релативна пермеабилност                     | 1.05           | 1.05         |
| Температура коефицијента реманенсе (%/K)    | −0.12          | −0.03        |
| Температура коефицијента коерцивације (%/K) | −0.55..–0.65   | −0.15..–0.30 |
| Киријева температура (°C)                   | 320            | 800          |
| Густина (g/cm³)                             | 7.3–7.5        | 8.2–8.4      |
| CTE, магнетизација правца (1/K)             | 5.2×10−6       | 5.2×10−6     |
| CTE, нормално на магнетизацију правца (1/K) | −0.8×10−6      | 11×10−6      |
| Отпорност на савијање (N/mm²)               | 250            | 150          |
| Чврстоћа на притисак (N/mm²)                | 1100           | 800          |
| Затезна чврстоћа (N/mm²)                    | 75             | 35           |
| Викерс тврдоћа (HV)                         | 550–650        | 500–650      |
| Електрична отпорност (Ω·cm)                 | (110–170)×10−6 | 86×10−6      |

## Проблеми корозије
Синтеровани Nd2Fe14B тежи да буде рањив на корозију, нарочито дуж зрна граница синтерованог магнета. Овај тип корозије може изазвати озбиљно погоршање, укључујући крзање магнета у прах малих магнетних честица или других оштећења површинског слоја. 
Ова рањивост је упућена у многим комерцијалним производима додавањем заштитног слоја који спречава изложеност атмосфери. Никловање или двослојне бакар-никл превлаке су стандардне методе, мада превлаке са другим металима, или премазивање полимера и лакова је такође у употреби.  

## Опасности
Што је већа сила која делује од стране ретких земљиних магнета ствара се опасност која се не ствара са другим врстама магнета. Неодијумски магнети већи од неколико кубних центиметара су довољно јаки да изазову повреде на деловима тела стегнутих између два магнета, или магнета и металне подлоге, чак изазивају и сломљене кости.
Магнети којима је дозвољено да буду близу један другом могу да ударе један другог толико јако да поломе или окрзну крхке материјале, и делићи који лете могу да нанесу повреде. Били су чак и случајеви у којима су деца прогутала неколико магнета и магнети су им прикљештили органе, доводећи до повреда или чак и смрти. Јача магнетна поља могу да буду опасна по механичке и електронске уређаје, они могу да обришу магнетне медије као што су флопи дискови, кредитне картице и магнетишу сатове и замрачене маске CRT монитора много више него неке друге врсте магнета. 

## Апликације

### Постојеће магнетне апликације
Неодијумски магнети су заменили алнико и ферит магнете у многим апликацијама у модерној технологији где се захтевају јаки стални магнети, јер њихова већа снага омогућава коришћење мањих, лакших магнета за дату примену. Неки примери су: 
- Главни погони за хард дискове
- Обрисане главе за јефтине касетофоне
- Магнетна резонанца слике (MRI)
- Прекидачи механичке е-цигарете
- Браве за врата
- Звучници и слушалице
- Магнетни лежајеви и спојнице
- Стационарни NMR спектрометри
- Електрични мотори:
  - Бежични алати
  - Сервомотори
  - Мотори за подизање и компресију
  - Синхрони мотори
  - Вретена и корачни мотори
  - Електрична серво снага
  - Мотори за хибридна и електрична возила. Електромотор сваке Тојоте Прајус захтева 1 килограм неодијума.
  - Погони
- Електрични генератори за ветрогенераторе (само они са перманентном магнетном побудом) 
  - директни погони турбине захтевају c. 600 kg PM материјала по мегавату
  - турбине које користе моторе захтевају мање PM материјала по мегавату

 Неодијумски садржај процењује се на 31% од магнетне тежине.

### Нове апликације
Поред тога, већа снага неодијумских магнета је инспирисала нове апликације у областима у којима магнети нису коришћени раније, као што су магнетне накитне копче, дечји магнетни грађевински сетови (и друге неодијумске магнетне играчке) и као део механизма за затварање модерног спортског падобрана. Они су такође главни метали у бившим популарним магнетним стоним играчкама, "Бакиболс", мада неки трговци су изабрали да их не продају због безбедности деце. 
Снага и магнетно поље хомогености на неодијумским магнетима је отворила нове апликације у области медицине са увођењем отворене магнетне резонанце (MRI) скенера који се користе за сликање тела у одељењу радиологије као алтернатива суперпроводних магнета који користе калем суперпроводних жица да се произведе магнетно поље. 
Неодијумски магнети се користе против рефлуксног система који представља групу магнета постављене хируршким путем око желуца за лечење гастроезофагусне рефлуксне болести (GERD).  